# Nicolas Béhuchet

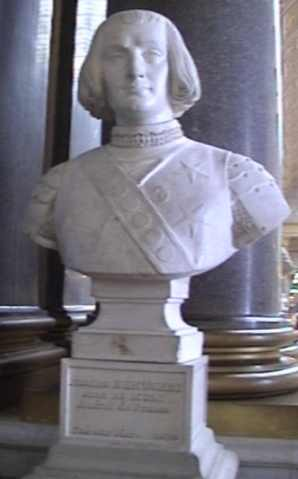
Büste in der Schlachtengalerie des Schloss Versailles

Nicolas Béhuchet, gelegentlich auch Colin Béhuchet genannt (* vor 1310 vermutlich in Le Mans; † 24. Juni 1340 auf See vor Sluis), war im 14. Jahrhundert Schatzmeister des französischen Königs Philipp VI. und Admiral von Frankreich.

## Biographie

### Schatzmeister im Dienst der Valois
Von bürgerlicher Abstammung aus Le Mans (Mans), wirkte Béhuchet um das Jahr 1310 als Finanzberater für Charles von Valois. Im Jahre 1314 wurde er zum Vertreter des Fürsten in seiner Heimatstadt Mans benannt. Nach dem Tod von Charles übte er seine Tätigkeit für dessen Sohn König Philipp VI. aus. Auch wenn er zumeist eher im Hintergrund agierte, scheint er seine Aufgaben mit großer Gewissenhaftigkeit ausgeführt zu haben. Von Philipp VI. ist überliefert, dass er 1328 Béhuchet als »Meister meiner Gewässer und Forste« bezeichnete. Noch im gleichen Jahr wirkte er nach der Schlacht von Cassel bei der Organisation der Garnison in Flandern mit. Im September 1328 wurde er zum Ritter erhoben und zum Maître lais bei der Finanzkammer (franz. Chambre des comptes) ernannt, womit er für die Steuern und für finanzielle Verhandlungen zuständig war. Er führte in dieser Funktion bspw. eine Steuer auf den Handel im Königreich ein. Im Jahre 1331 wurde Béhuchet zusätzlich zum Kämmerer des Königs ernannt.
Seine Karriere in den Diensten des Königs war angesichts seiner bürgerlichen Abstammung sehr ungewöhnlich zu jener Zeit. Er ehelichte Philippa von Dreux, eine Nachfahrin von Louis VI., Dame von Châteauneuf, spätere Vicomtes von Beu, aus dem Haus Frankreich-Dreux, einer Nebenlinie der Kapetinger.

### Befehlshaber der französischen Flotte
Trotz seiner Unkenntnis der Seekriegsführung trat Béhuchet im Hundertjährigen Krieg erstmals als Befehlshaber eines französischen Geschwaders mit dem Titel »Generalkapitän der Armee zu Meer« (franz. »capitaine général de l’armée de mer«) auf. Im Seekrieg auf dem Ärmelkanal 1338–1340 führte er eine Reihe erfolgreicher Überfälle auf die englischen Küsten aus. So brandschatzten und plünderten seine Schiffe am 24. März 1338 Portsmouth und eroberten kurz darauf Guernsey. Am 23. September 1338 gewann er zusammen mit Hugues Quieret das Seegefecht von Arnemuiden, bei der er nach dem französischen Sieg alle englischen Gefangenen hinrichten ließ.

### Die Seeschlacht von Sluis
Im Jahre 1340 wurde Béhuchet zusammen mit Hugues Quieret vom König befohlen, mit der französischen Flotte die Landung Edwards III. und seiner Truppen auf dem Kontinent zu verhindern. Die beiden Befehlshaber beschlossen, mit ihrer Flotte bei Sluis eine Barrikade zu formen, um die englischen Schiffe zu stoppen. Am 24. Juni wurde die französische Flotte in der Seeschlacht von Sluis vernichtend geschlagen, und eine große Zahl von französischen Seeleuten fiel, ertrank oder ging in Gefangenschaft. Béhuchet wurde unmittelbar nach seiner Gefangennahme wegen der Grausamkeit, die er bei Arnemuiden gezeigt hatte, von den Engländern gehenkt.